# Rue François-Boyer-Fonfrède
La rue François-Boyer-Fonfrède (en occitan : carrièra Francès Barnat Boièr Fontfreda) est une voie de Toulouse, chef-lieu de la région Occitanie, dans le Midi de la France.

## Situation et accès

### Description
La rue François-Boyer-Fonfrède est une voie publique. Elle se situe au cœur du quartier du Capitole, dans le secteur 1 - Centre. Cette rue, longue de 65 mètres, est relativement étroite, large de seulement 5 mètres. Elle naît à l'angle nord-est de la place de la Daurade, au carrefour de la rue Jean-Suau. Elle suit un parcours rectiligne, orienté au sud-est, jusqu'au croisement avec la rue Peyrolières, où elle se termine. Elle est prolongée à l'est par les rues Jacques-Cujas, Temponières, Peyras, Genty-Magre, Antonin-Mercié, Cantegril, d'Astorg, Joseph-de-Malaret et de Metz jusqu'à la porte Saint-Étienne, au carrefour du boulevard Lazare-Carnot et des allées Forain-François-Verdier.
La chaussée compte une seule voie de circulation automobile à sens unique, de la rue Peyrolières vers la place de la Daurade. Elle est définie comme une zone de rencontre et la vitesse y est limitée à 20 km/h. Il n'existe pas de piste, ni de bande cyclable, quoiqu'elle soit à double-sens cyclable.

### Voies rencontrées
La rue François-Boyer-Fonfrède rencontre les voies suivantes, dans l'ordre des numéros croissants (« g » indique que la rue se situe à gauche, « d » à droite) :
1. Rue Jean-Suau (g)
2. Place de la Daurade (d)
3. Rue Peyrolières

## Odonymie
Le nom de la rue rend hommage à François-Bernard Boyer-Fonfrède (1767-1845). Fils d'une riche famille d'armateurs bordelais, frère du conventionnel Jean-Baptiste Boyer-Fonfrède, il s'installe en 1791 à Toulouse. Il crée une manufacture de cotonnades moderne, qui s'installe dans les bâtiments des couvents des Jacobins et de la Daurade – à proximité de l'actuelle rue François-Boyer-Fonfrède –, mais aussi sur un terrain près du Bazacle. Ruiné par les guerres de la Révolution et de l'Empire, il se tourne vers la politique à partir de 1814, défendant les thèses libérales et devenant une des principales figures de la région.
À la fin du XVe siècle, la rue portait le nom de rue de la Vache ou de la Vaque (vaca en occitan). Une hôtellerie, à l'enseigne de la Vache, se trouvait à l'angle de la rue Chaude (actuelle rue Jean-Suau). En 1794, pendant la Révolution française, ce fut la rue l'Énergie, mais la rue reprit son nom par la suite. Le 17 novembre 1891, la municipalité toulousaine de Camille Ournac lui donna le nom de Boyer-Fonfrède, sur proposition du maire adjoint, Jean Jaurès.

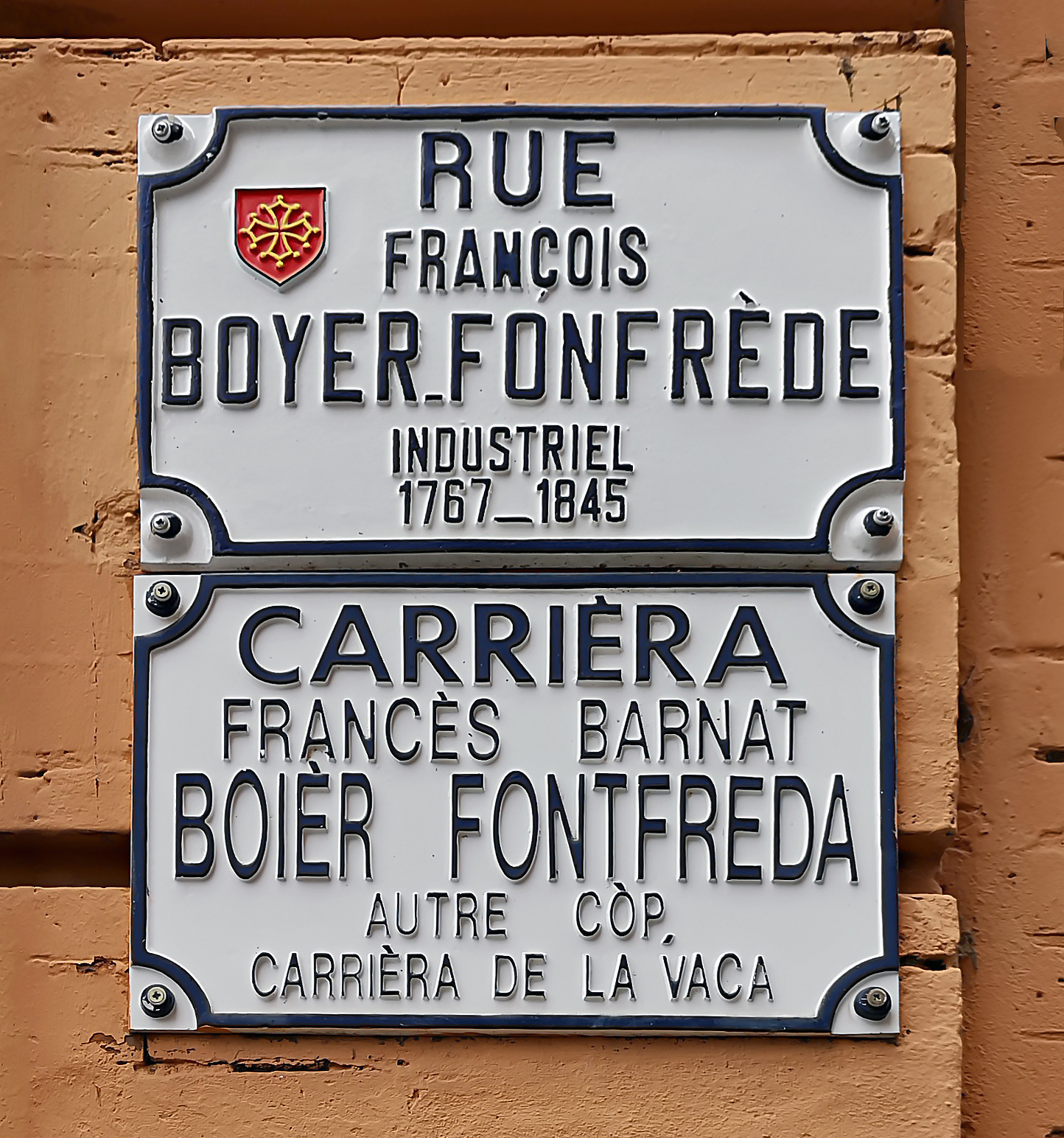
Plaques de rue en français et en occitan.
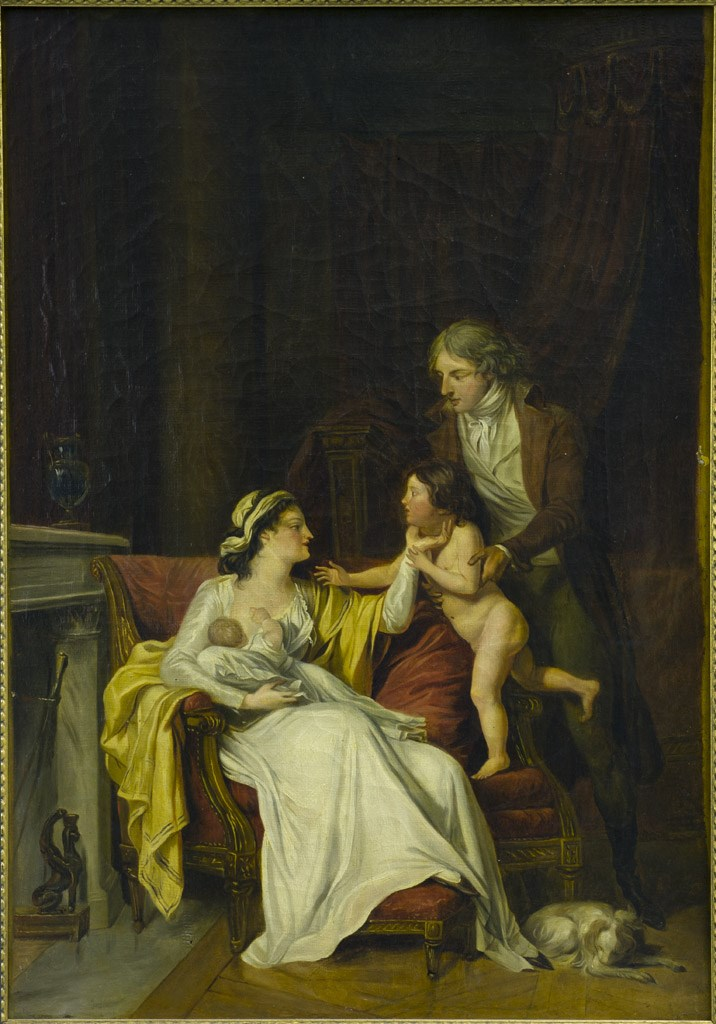
Portrait de François-Bernard Boyer-Fonfrède et de sa famille, par Pierre Lacour (1801, musée des Beaux-Arts de Bordeaux).

## Histoire

### Moyen Âge et période moderne
Au Moyen Âge, l'actuelle rue François-Boyer-Fonfrède appartient au capitoulat de la Daurade. Elle est alors plus longue que la rue actuelle et s'étend entre la rue Peyrolières, à l'est, et la rue de la Capelle-Redonde, à l'ouest (au-devant de l'actuel no 9 place de la Daurade). Elle se situe à proximité du principal axe qui traverse la ville d'ouest en est, depuis le pont de la Daurade jusqu'à la porte Saint-Étienne, et qui passe par la rue de la Daurade, voisine. Cela explique la présence d'une auberge, à la fin du XVe siècle, l'hôtellerie de la Vaque (ou de la Vache, emplacement de l'actuel no 1), qui donne son nom à la rue, et qui se trouvait au carrefour de la rue Chaude (actuelle rue Jean-Suau). La rue avait par ailleurs une population très mélangée. On y trouvait des artisans, qui profitaient de la proximité du port des Viviers (actuel port de la Daurade) et de l'activité des artisans de la rue Peyrolières. Mais la rue attire également certains membres de l'élite urbaine locale, tel le marchand et capitoul Jean de Gayssion, qui fait construire un hôtel particulier surmonté d'une tour (actuel no 5) au début du XVIe siècle.
Au cours du XVIIIe siècle, le paysage de la rue se renouvelle et de nouveaux immeubles sont édifiés (actuel no 3), en particulier le vieil hôtel de Gayssion, profondément transformé vers 1728 par son propriétaire, Jacques de Catellan, frère de l'évêque de Valence Jean de Catellan. La rue est profondément transformée dans la 2e moitié du XVIIIe siècle par les travaux de réaménagement des quais et des ports de la ville, menés par les États du Languedoc. L'architecte Joseph-Marie de Saget, directeur des travaux publics de la province, mène les travaux à partir de 1765. La place et le port de la Daurade sont complètement réaménagés, provoquant la destruction de plusieurs moulons d'habitations, tandis que la rue de la Vaque est amputée de plusieurs maisons à l'ouest, pour prendre sa forme actuelle. Vers 1773, les nouvelles façades sur la place de la Daurade sont achevées (actuel no 2 bis) ou au carrefour de la rue Peyrolières (immeuble de la Province, actuel no 8).

### Époque contemporaine
Au cours du XIXe siècle, les travaux se poursuivent, donnant à la rue son visage actuel. De nouveaux immeubles sont élevés, dans le style néo-classique (actuels no 1, 2, 4 et 7).

## Patrimoine et lieux d'intérêt
- no  2 bis : immeuble. 

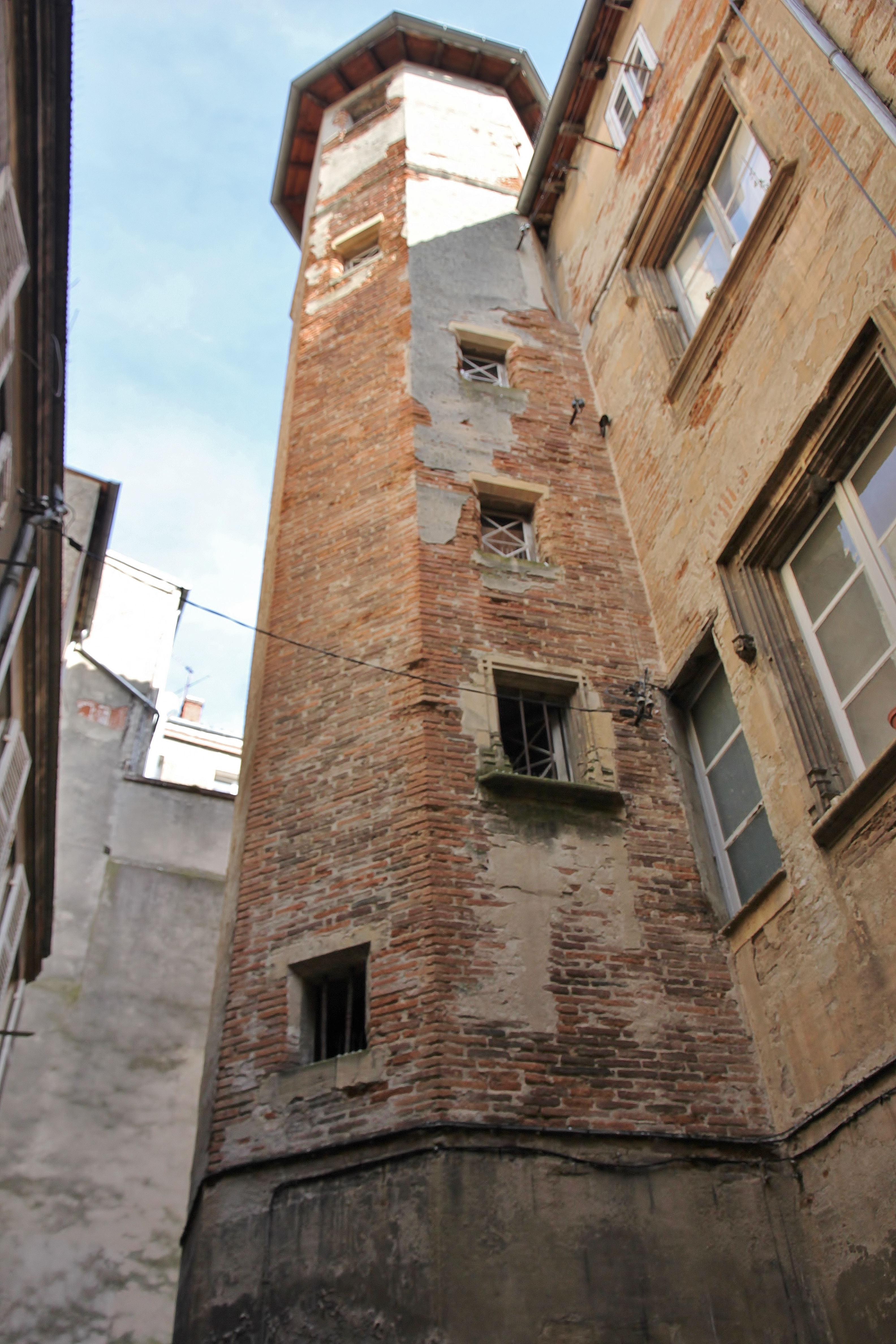
no 5 : la tour capitulaire de l'hôtel de Gayssion.

L'immeuble est construit vers 1773 dans le cadre de l'aménagement des quais de la Garonne par l'architecte Joseph-Marie de Saget. Les façades du programme Saget ont été réalisées en maintenant au centre de la parcelle des corps de bâtiments plus anciens. L'un d'eux, construit au XVe siècle, avait accueilli l'hôtellerie de la Vaque, à la fin de ce siècle et au début du siècle suivant. L'édifice se trouve à l'angle de la place de la Daurade (actuel no 4) et de la rue Boyer-Fonfrède. La façade sur cette rue est plus sobre que celle sur la place. Dans la première cour ont été conservés, au 2e étage, les vestiges d'une fenêtre à meneau, une croisée à larmiers qui retombent sur des culots sculptés[6].

- no  5 : hôtel de Gayssion.  Inscrit MH (1979, façades et toitures sur rue et sur cour et la tourelle d'escalier)[7]. 
L'hôtel de Gayssion a été construit pour le riche marchand Jean de Gayssion au début du XVIe siècle. La façade sur la rue a été profondément modifiée au XVIIIe siècle, mais conserve le linteau fileté de la porte d'entrée, de style gothique. Dans la cour subsistent les galeries de bois, les fenêtres et la tour polygonale, symbole de la fonction capitulaire exercée par Jean de Gayssion[8].

- no  8 : immeuble de la Province. 
L'immeuble est construit à l'angle des rues Boyer-Fonfrède, Peyrolières et de la Daurade, dans le cadre de la campagne de travaux entrepris par les États de la province de Languedoc pour l'aménagement des quais de la Garonne, entre 1765 et la Révolution française. L'ingénieur Joseph-Marie de Saget conçoit les plans d'alignement ainsi que l'ordonnance des façades. L'élévation sur la rue François-Boyer-Fonfrède a été modifiée. Au rez-de-chaussée, une fenêtre et une arcade de boutique encadrent la porte piétonne. Aux étages, séparés du rez-de-chaussée par un cordon de briques, les trois travées sont percées de fenêtres rectangulaires. L'élévation est surmontée d'une corniche moulurée qui supporte un avant-toit[9].